# Liste der Monuments historiques in Sailly (Yvelines)
Die Liste der Monuments historiques in Sailly (Yvelines) führt die Monuments historiques in der französischen Gemeinde Sailly auf.

## Liste der Bauwerke
| Bezeichnung                          | Beschreibung | Standort | Kennzeichnung | Schutzstatus | Datum | Bild |
| ------------------------------------ | ------------ | -------- | ------------- | ------------ | ----- | ---- |
| Reste der ehemaligen Abtei Montcient |              | (Lage)   | PA00087594    | Inscrit      | 1926  |      |

## Liste der Objekte
- Monuments historiques (Objekte) in Sailly (Yvelines) in der Base Palissy des französischen Kultusministeriums